# Taft School
The Taft School är en privat elitskola belägen i Watertown, Connecticut, USA. Taft är känt för sina rigorösa akademiker och selektiva antagningsprocesser. Skolan grundades ursprungligen av Horace Dutton Taft, yngre bror till president William Howard Taft.